# Évolution territoriale de la Pologne

Animation illustrant l'évolution territoriale de la région correspondant à l'actuelle Pologne, de 1635 à 2009

Cet article recense l'évolution territoriale de la Pologne, de façon chronologique. Il liste les modifications internes et externes des différentes entités ayant précédé la Pologne actuelle.

## Généralités
Le territoire polonais évolue sous plusieurs formes au cours de l'histoire européenne ; au XVIe siècle, par exemple sous la forme d'une union avec la Lituanie, la Pologne forme un immense État du centre de l'Europe ; à d'autres époques, il n'existe aucun État polonais indépendant.
Établie sur des populations slaves habitant les rives de la Vistule, la création de la Pologne est souvent identifiée à l'adoption du christianisme par ses souverains au Xe siècle ; leur territoire est alors similaire à celui de la Pologne contemporaine. En 1569, la Pologne s'unit à la Lituanie et fonde l'Union de Pologne-Lituanie (ou république des Deux Nations), l'un des États les plus grands et les plus peuplés d'Europe. À partir de la fin du XVIIe siècle, cette union commence à s'effondrer et les États voisins la démembrent progressivement jusqu'à sa disparition totale en 1795.
La Pologne indépendante est recréée après la Première Guerre mondiale en 1919, mais est occupée et partagée par l'Allemagne nazie et l'Union soviétique en 1939. En 1945, elle est à nouveau recréée, mais sur un territoire encore différent.

## Chronologie

### Royaume de Pologne (1025-1569)

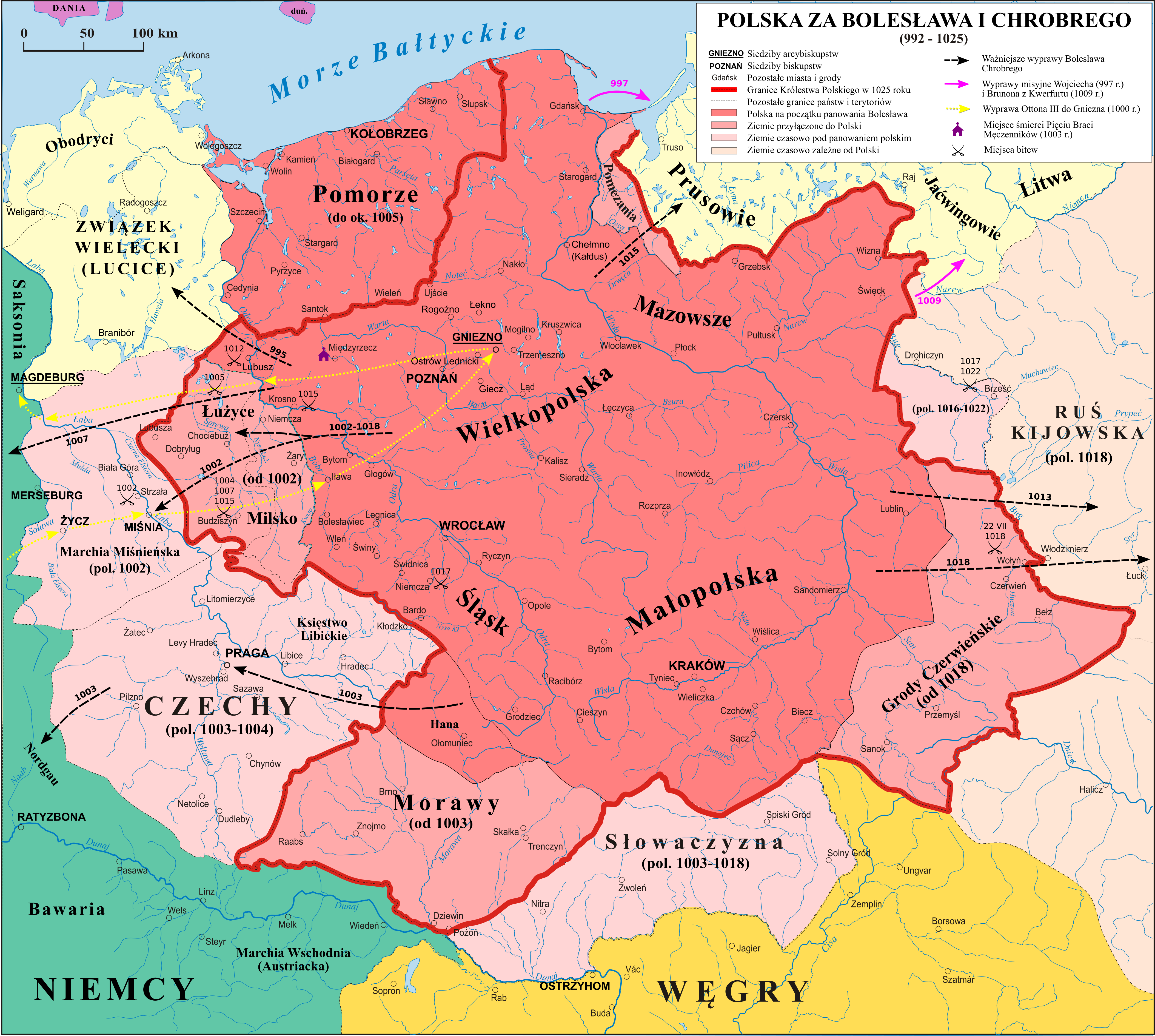
Évolution du duché de Pologne entre 992 et 1025, sous le règne de Boleslas.

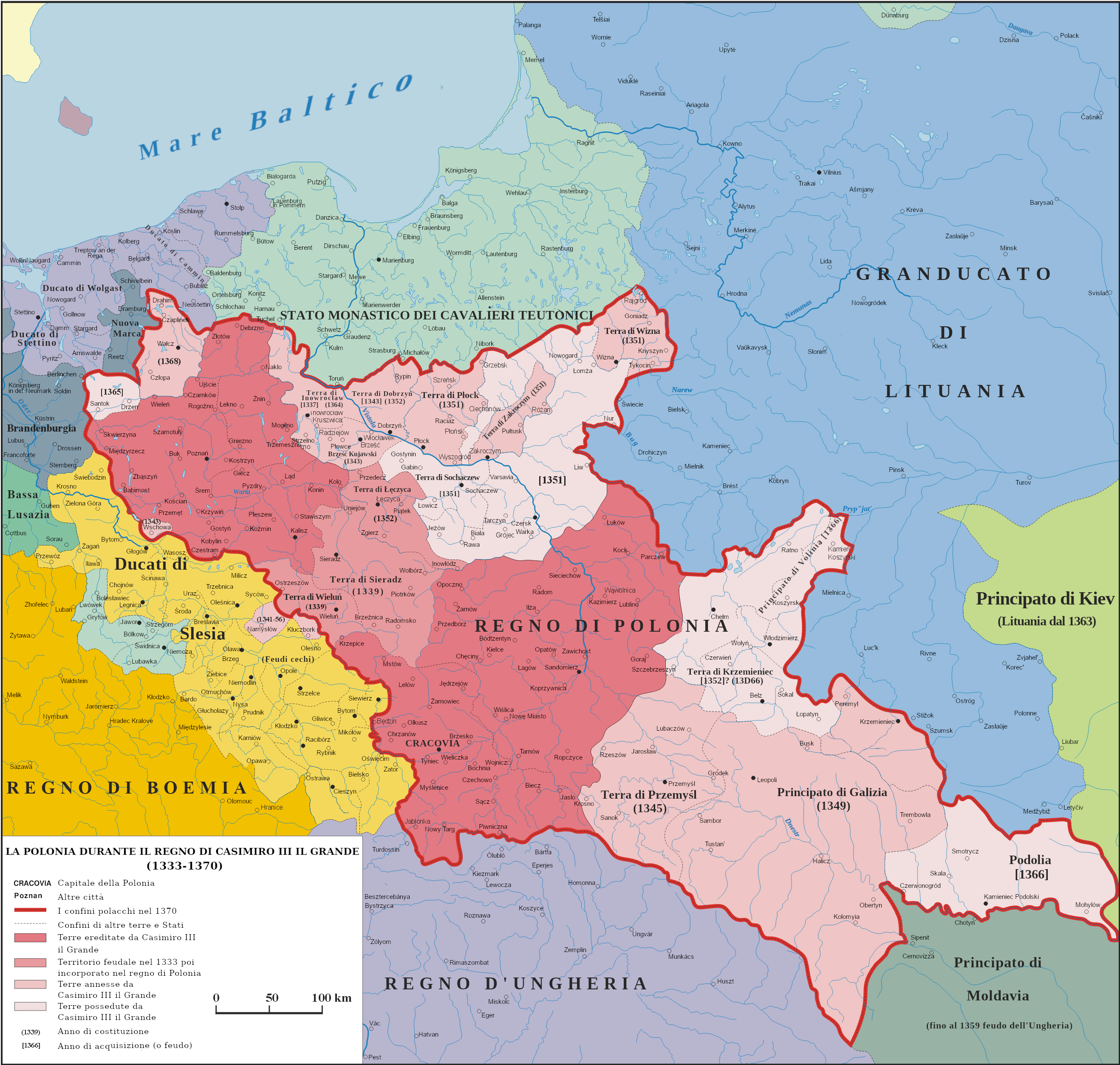
La Pologne sous le règne de Casimir III (1333 - 1370).

Xe siècleLa Pologne émerge comme nation au cours du Xe siècle, conduite par plusieurs souverains de la dynastie Piast qui convertissent les Polonais au christianisme.
1002 - 1025

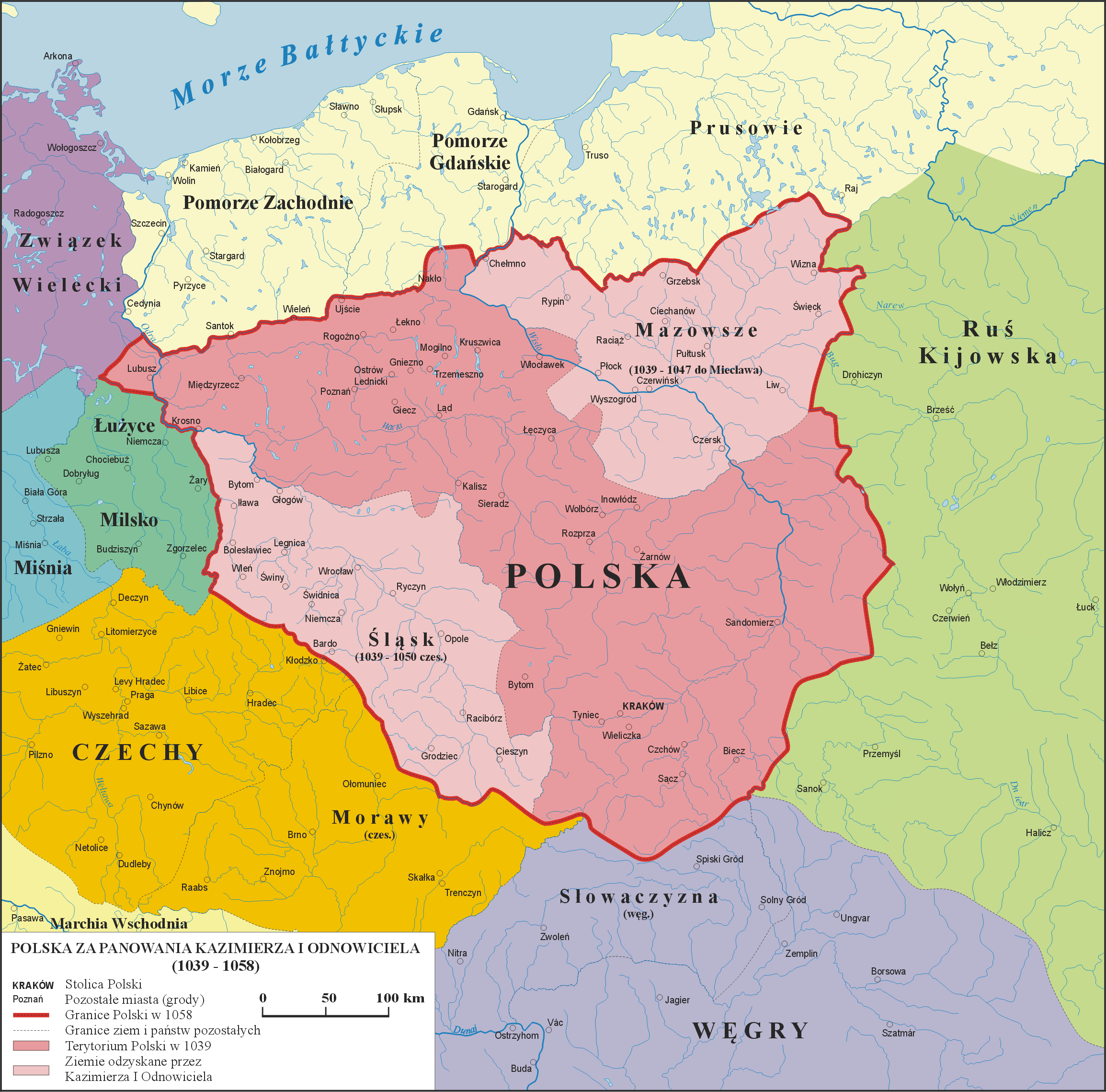
Évolution du duché de Pologne entre 1039 et 1058, sous le règne de Casimir Ier.

Sous le règne de Boleslas Ier le Vaillant, les relations entre la Pologne et le Saint-Empire romain germanique se détériorent, ce qui entraîne une série de guerres (1002-1005, 1007-1013, 1015-1018). La Pologne prend le contrôle de la Lusace et de la marche de Misnie. De 1003 à 1004, Boleslas intervient militairement dans les conflits dynastiques tchèques et occupe la Bohême, dont il se retire en 1018, tout en conservant la Moravie. En 1013, le fils de Boleslas, Mieszko, épouse Richezza de Lorraine, nièce de l'empereur Otton III et future mère de Casimir Ier le Restaurateur. Les conflits avec la Germanie cessent finalement en 1018 avec signature de la paix de Bautzen, qui accorde à Boleslas le contrôle de la Lusace. Dans le cadre de l'expédition de Kiev de 1018, Boleslas reprend les villes de Czerwień. En 1019, la Pologne perd Brześć au profit de la Rus' de Kiev, mais la reprend l'année suivante.
1025Fondation du royaume de Pologne et couronnement de Boleslas Ier. Boleslas meurt la même année. Les souverains suivants sont ducs de Pologne ; le royaume est recréé plusieurs fois de façon éphémère.
1138Démembrement du territoire polonais à la mort de Boleslas III. Le royaume est partagé en quatre duchés, confiés à ses fils.
20 janvier 1320Après une période de réunification des duchés, reformation du royaume de Pologne ; couronnement de Ladislas Ier.
14 août 1385Union de Krevo : accord politique et dynastique entre Hedwige Ire, reine de Pologne, et Jogaila Algirdaitis, grand-duc de Lituanie. Cet accord marque le début du processus d'union entre les deux pays.
1525Albert de Brandebourg, grand-maître de l'ordre Teutonique, sécularise le territoire prussien de l'ordre et forme le duché de Prusse, fief du royaume de Pologne.

### Union de Pologne-Lituanie (1569 - 1795)

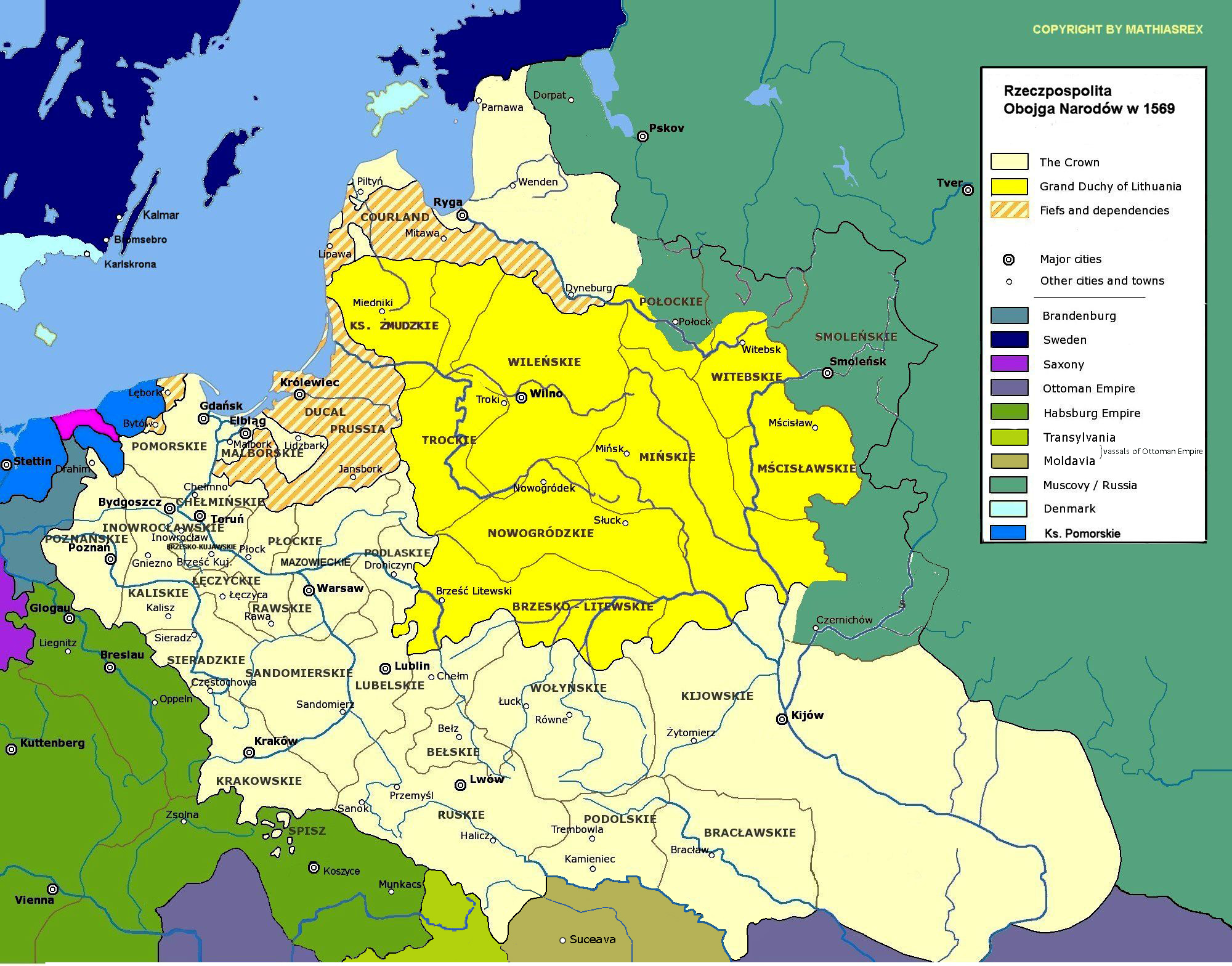
Carte du royaume de Pologne (beige clair) et du grand-duché de Lituanie (jaune) en 1569, lors de leur union.

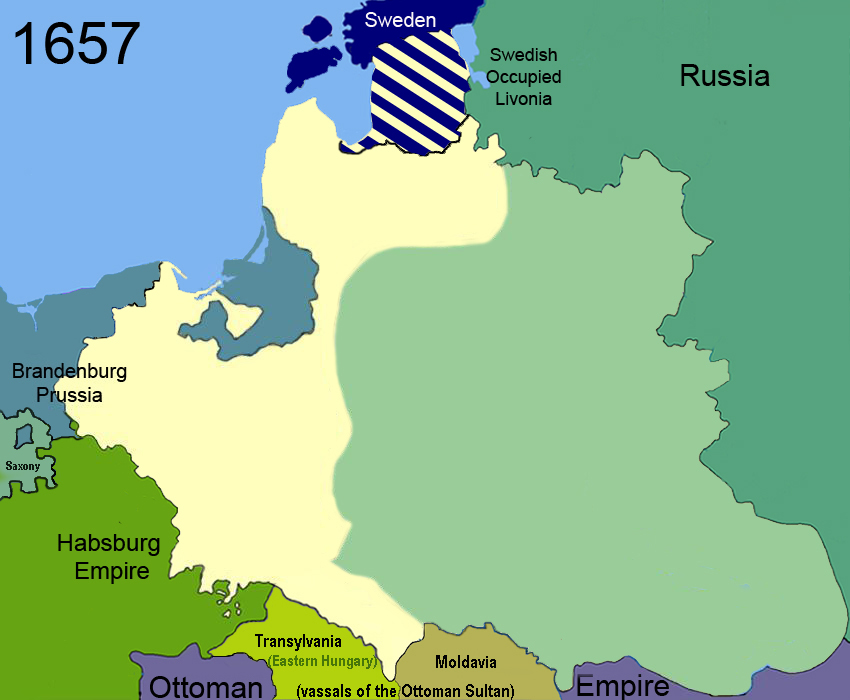
1657.

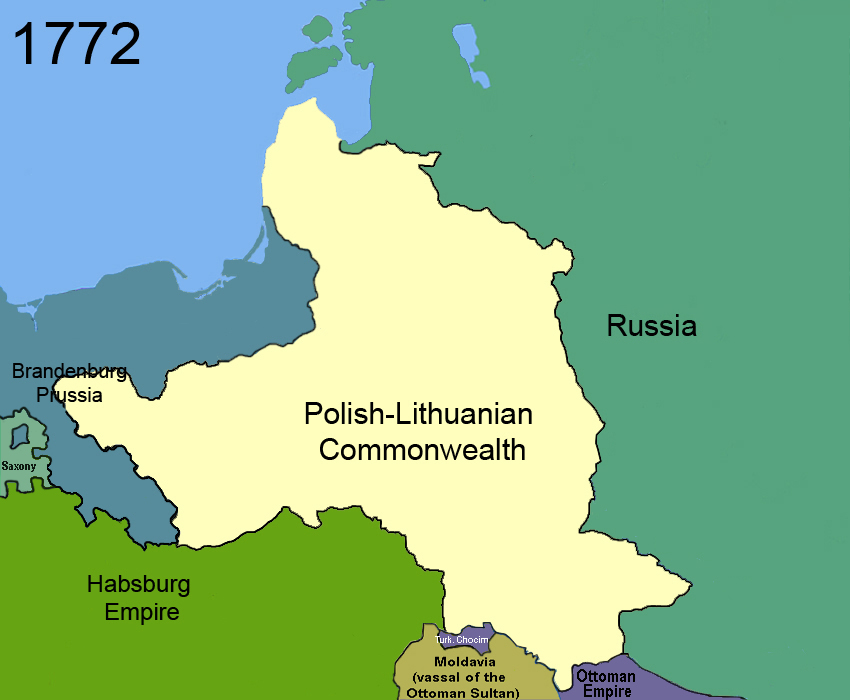
1772 : Première partition de la Pologne.

1er juillet 1569Union de Lublin entre le royaume de Pologne et le grand-duché de Lituanie ; création de ce qui deviendra à terme la république des Deux Nations. L'union recouvre plus de 800 000 km2 et borde la mer Baltique au nord, le tsarat de Russie à l'est, le Saint-Empire romain germanique et les terres des Habsbourg à l'ouest, et l'Empire ottoman au sud.

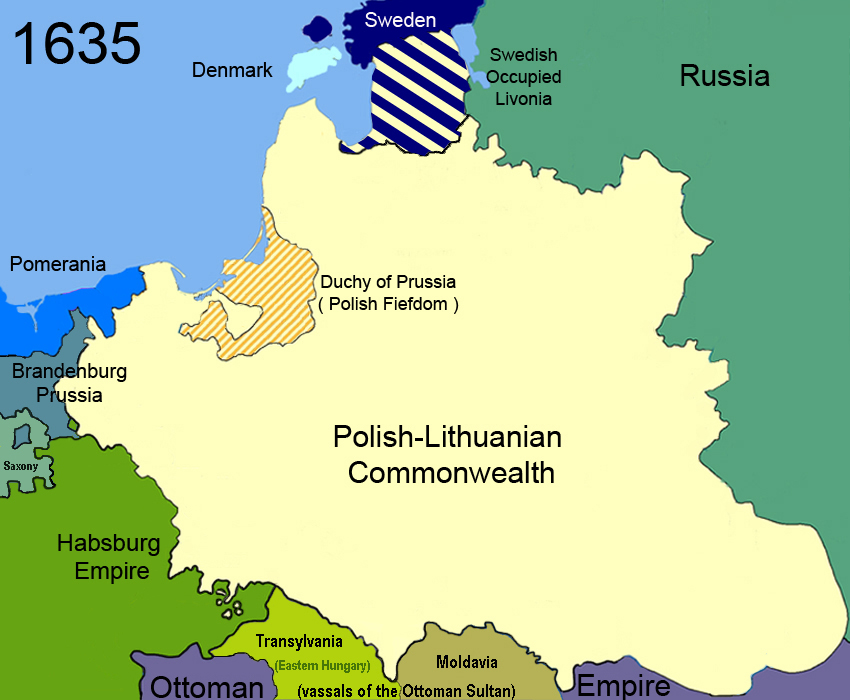
1635 : la zone hachurée en bleu et blanc indique le territoire polonais sous contrôle suédois ; les hachures orange et blanc représentent le duché de Prusse.

1635Signature du traité de Stuhmsdorf entre la Suède et la république des Deux Nations, favorable à cette dernière. La Suède conserve le contrôle d'une partie du duché de Livonie (envahi en 1621).

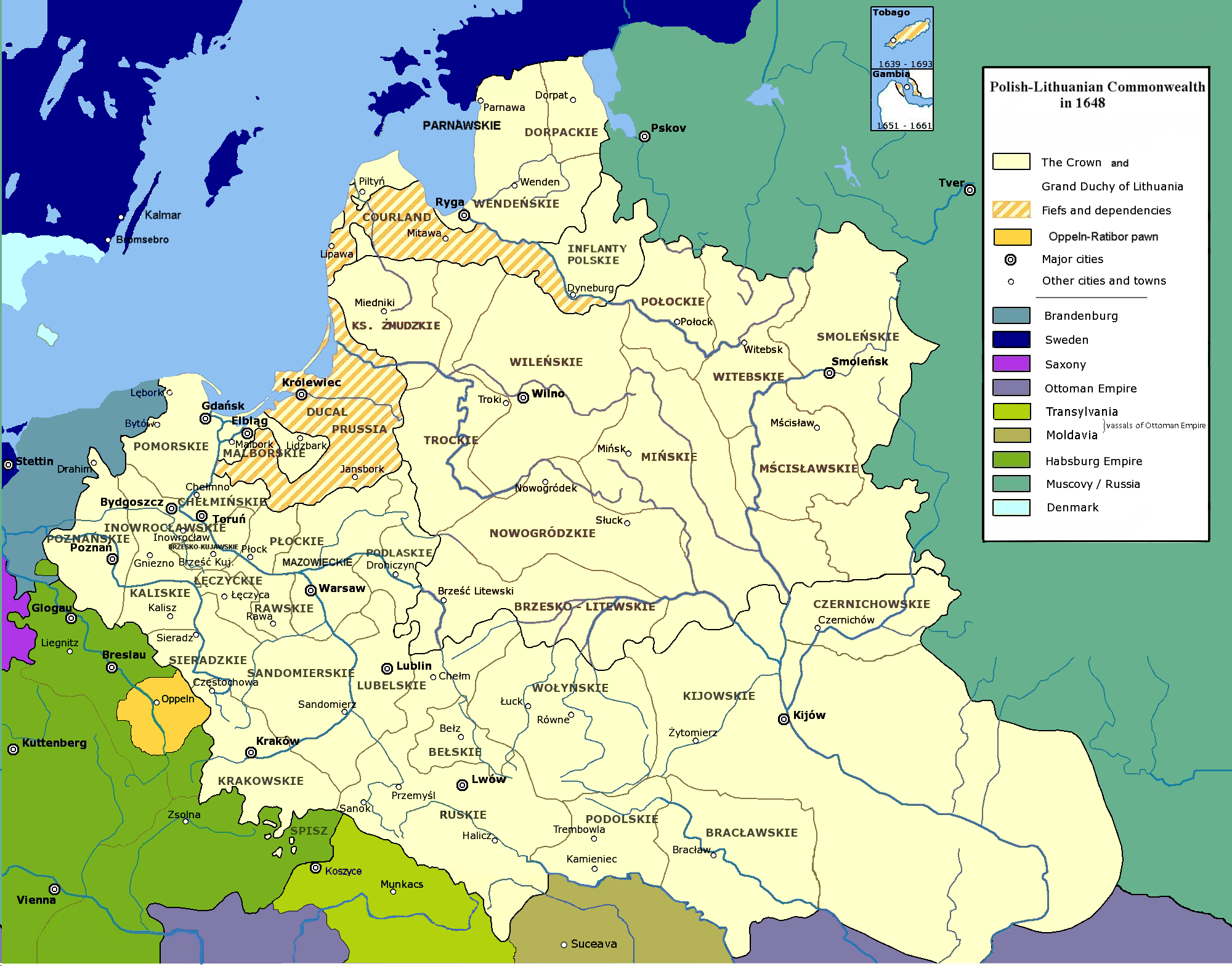
1648 : carte de la République avant le Déluge.

1648Soulèvement de Khmelnitski, révolte des Cosaques d'Ukraine contre la République. Début du "Déluge", période de conflit d'une vingtaine d'années qui conduit l'Union à sa ruine.

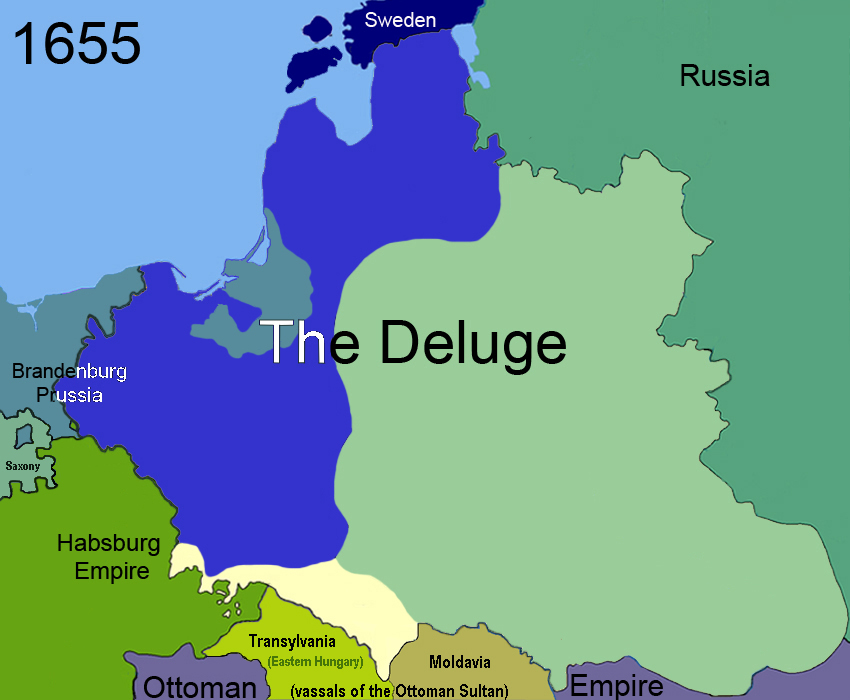
1655 : la zone bleue correspond au territoire envahi par la Suède ; la zone verte celui envahi par la Russie.

1654-55Première guerre du Nord : invasion de la République par les troupes suédoises et russes.
1657Traité de Wehlau : en échange de son soutien contre la Suède, le roi de Pologne reconnaît l'entière souveraineté de Frédéric-Guillaume sur le duché de Prusse, lequel cesse d'être un fief polonais.

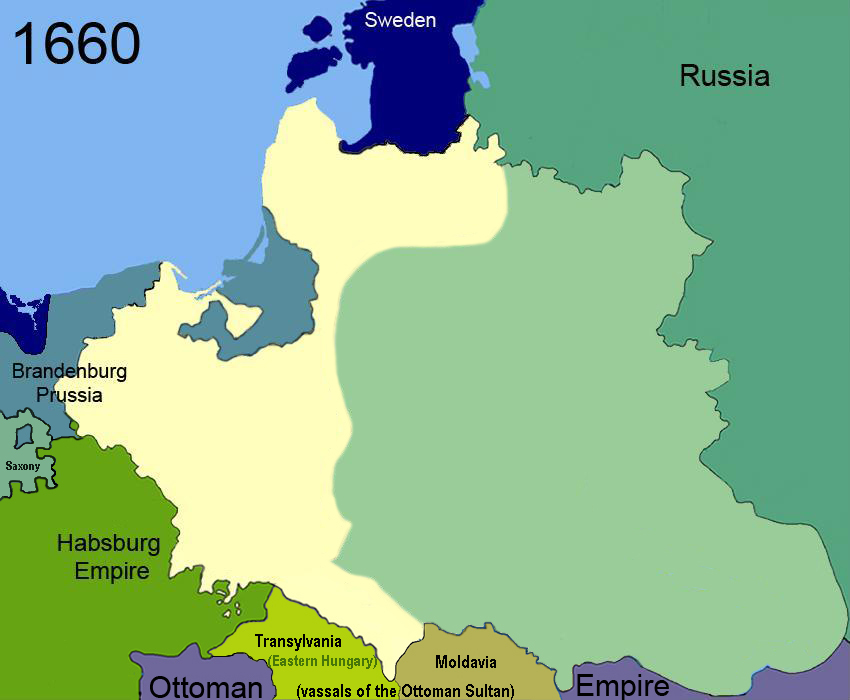
1660.

1660Traité d'Oliva : Jean II Casimir renonce à ses prétentions sur le trône suédois. La Pologne cède formellement la Livonie et Riga à la Suède, lesquelles étaient sous contrôle suédois depuis les années 1620.

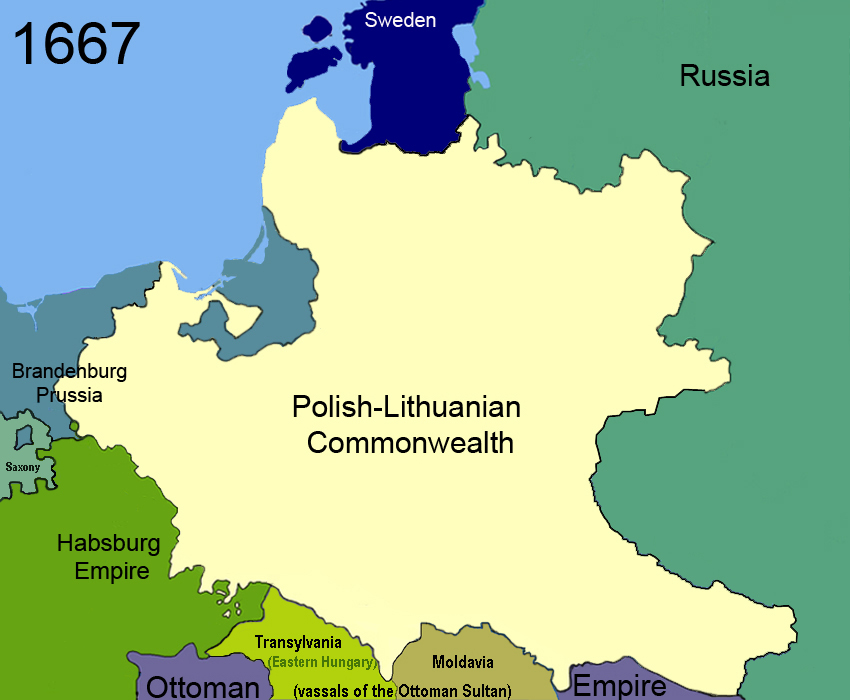
1667.

1667Trêve d'Androussovo : la signature du traité met fin à l'occupation russe et au Déluge. Moscou prend le contrôle de l'Ukraine de la rive gauche, la république des Deux Nations conservant la rive droite. Depuis le début de la guerre, la République a perdu près de la moitié de sa population et son économie est détruite.

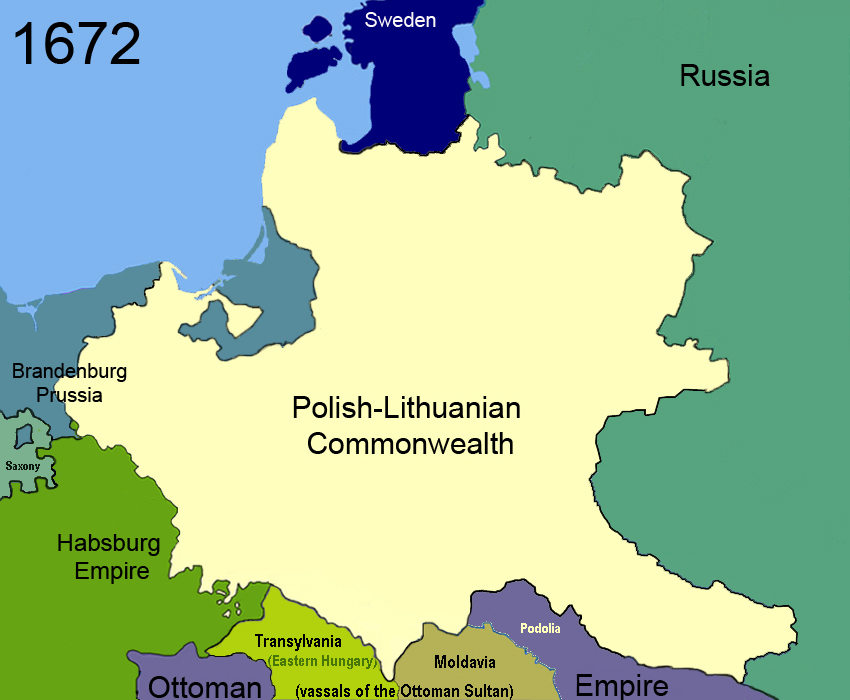
1672 : perte de la Podolie.

1672Paix de Buczacz : l'Union cède la Podolie à l'Empire ottoman.

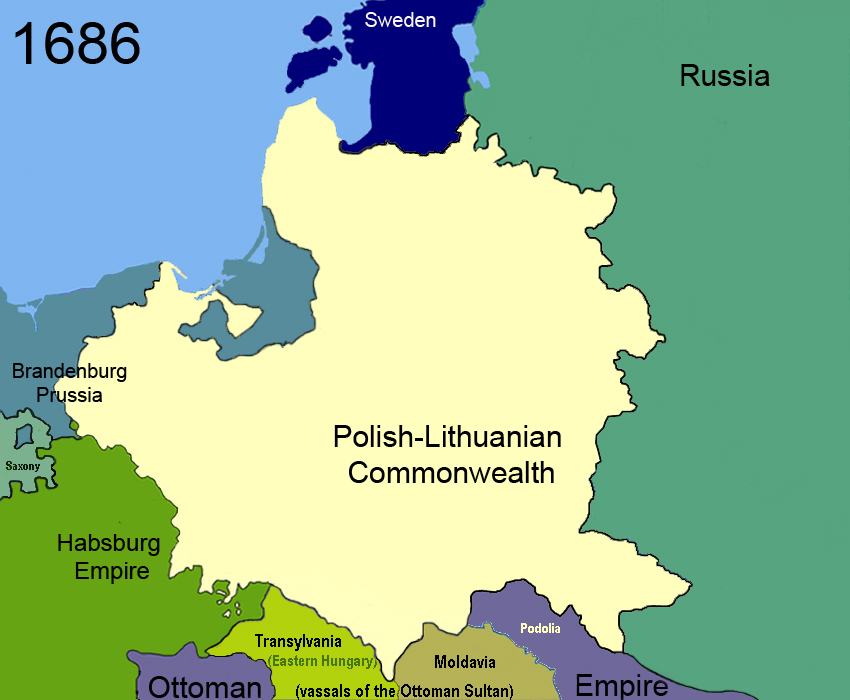
1686 : traité de paix éternelle.

1686Traité de paix éternelle entre la république des Deux Nations et le tsarat de Russie. La Russie s'assure la possession de l'Ukraine de la rive gauche, les territoires de Zaporojie, Seversk, les villes de Tchernihiv, Starodoub, Smolensk et leurs périphéries, tandis que la Pologne conserve l'Ukraine de la rive droite.

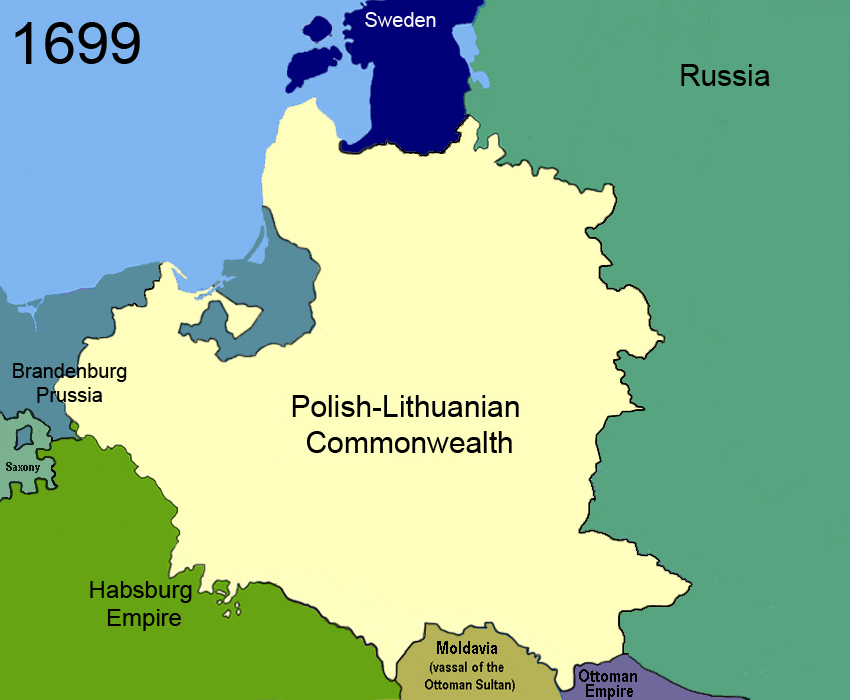
1699 : traité de Karlowitz.

1699Le traité de Karlowitz met fin à la deuxième guerre austro-turque. La Pologne récupère le contrôle de la Podolie.
1772Première partition de la Pologne entre la Prusse, les Habsbourg et la Russie impériale.  L'Union de Pologne-Lituanie perd 30 % de son territoire et un tiers de sa population.

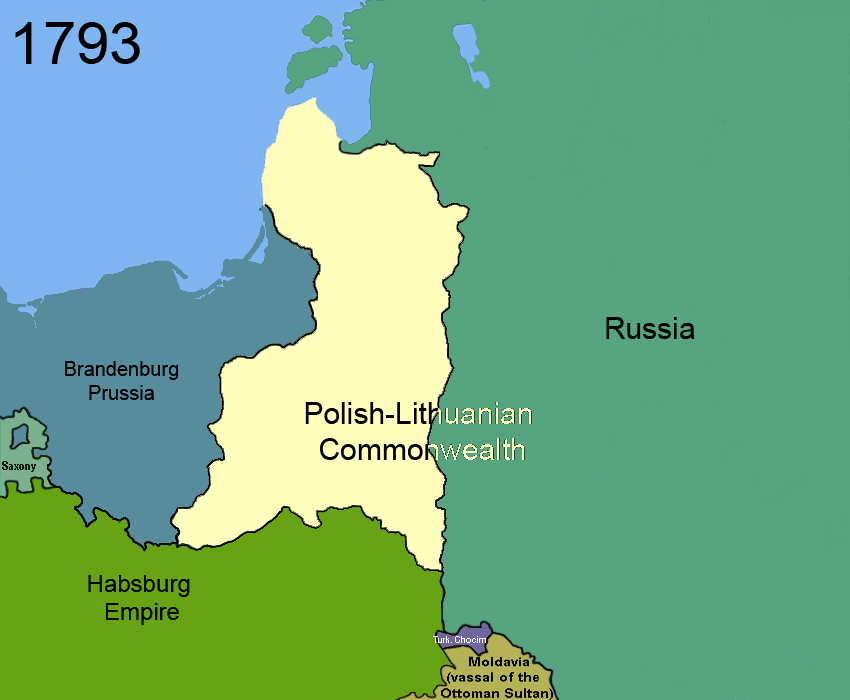
1793 : Seconde partition de la Pologne.

1793Seconde partition de la Pologne, entre la Prusse et la Russie. La république des Deux Nations ne conserve qu'un tiers de son territoire de 1772.

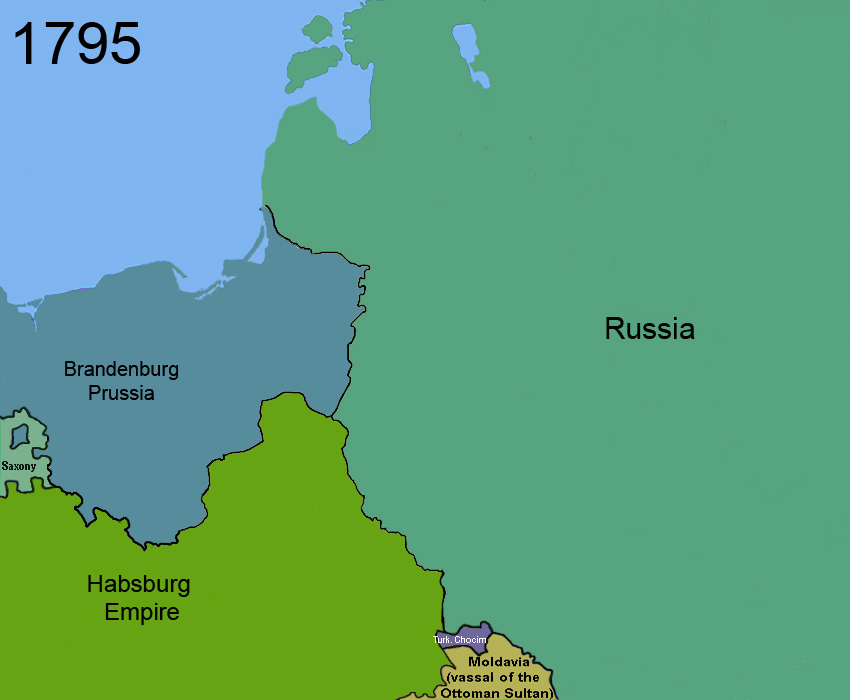
1795 : Troisième partition de la Pologne.

1795Après l'échec de l'insurrection de Kościuszko, l'Autriche, la Prusse et la Russie achèvent de démembrer le reste de la Pologne. Celle-ci cesse d'exister en tant que pays indépendant.

### Partition (1795 - 1919)

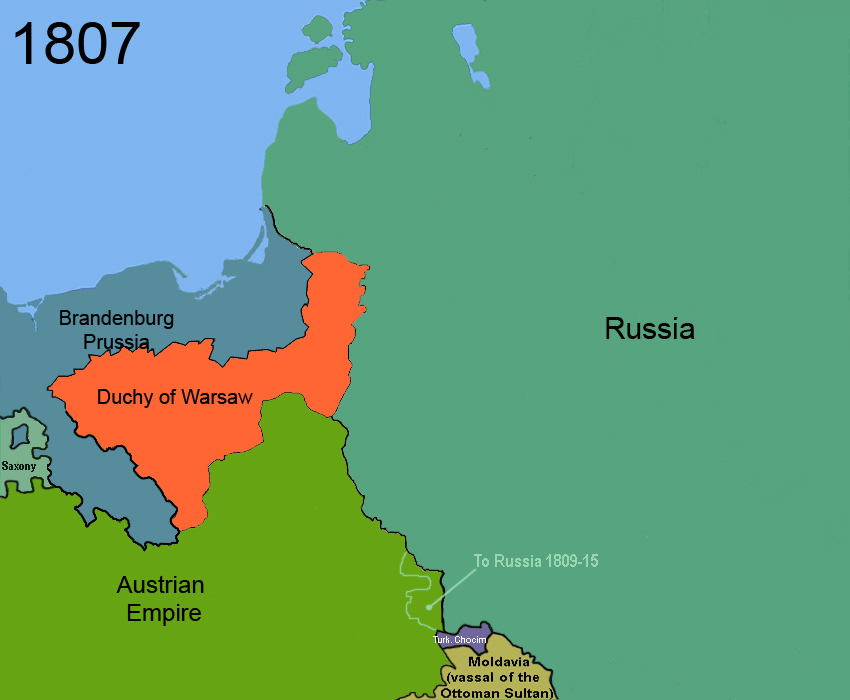
1807 : création du duché de Varsovie.

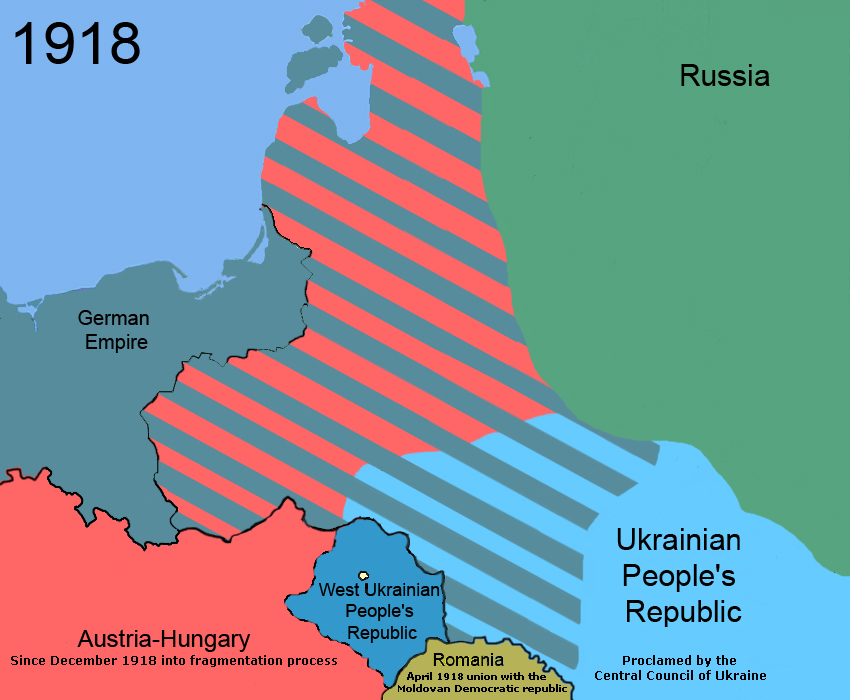
1918. La zone hachurée en rouge et vert représente les terres occupées par l'Allemagne après le traité de Brest-Litovsk.

1807Napoléon Ier crée le duché de Varsovie à partir de terres polonaises cédées par le royaume de Prusse après le traité de Tilsit. Le duché est tenu en union personnelle par Frédéric-Auguste Ier, roi de Saxe.

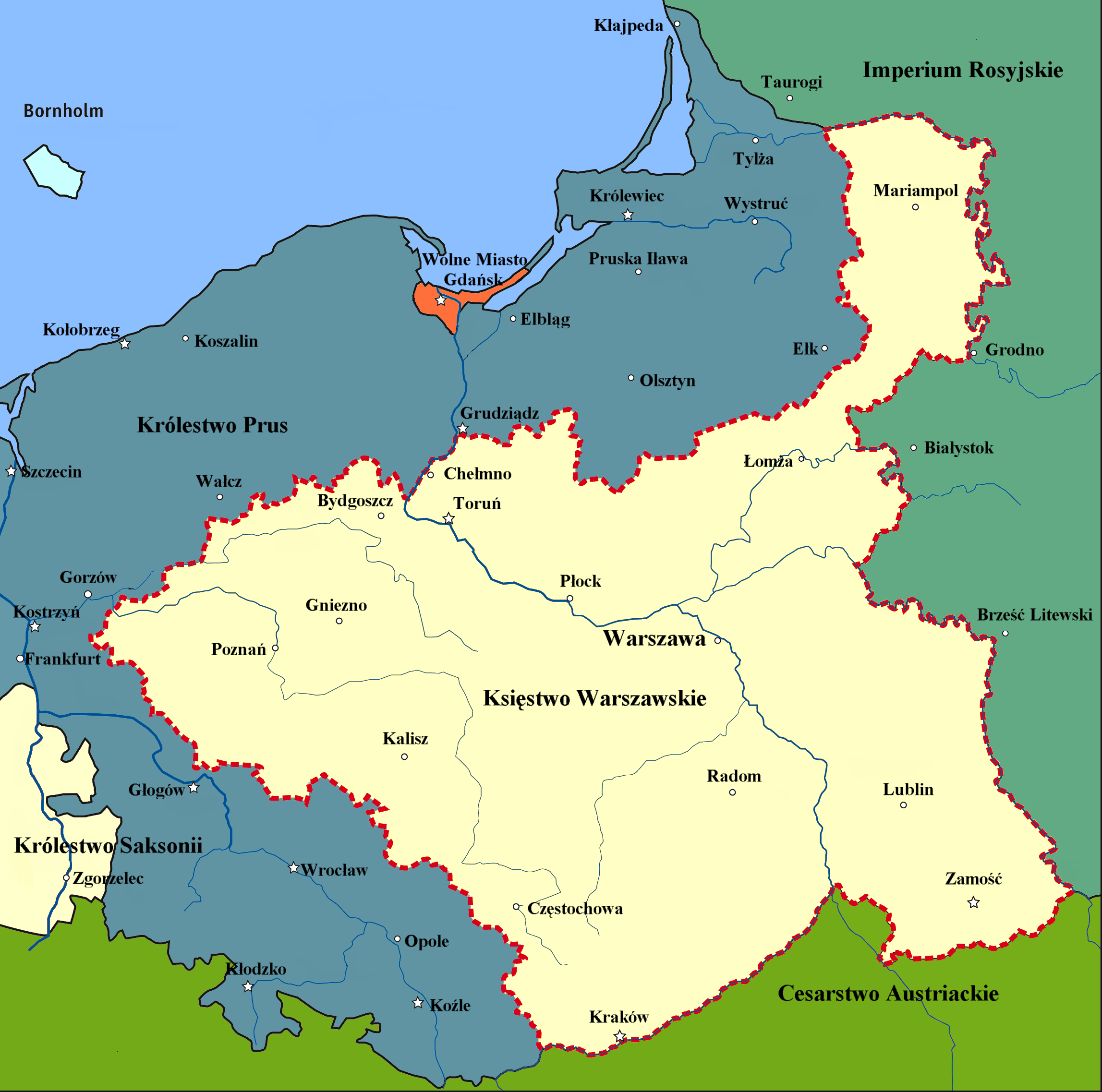
Duché de Varsovie, 1809-1815.

1809Traité de Schönbrunn : annexion de la Galicie occidentale, alors autrichienne, par le duché de Varsovie.

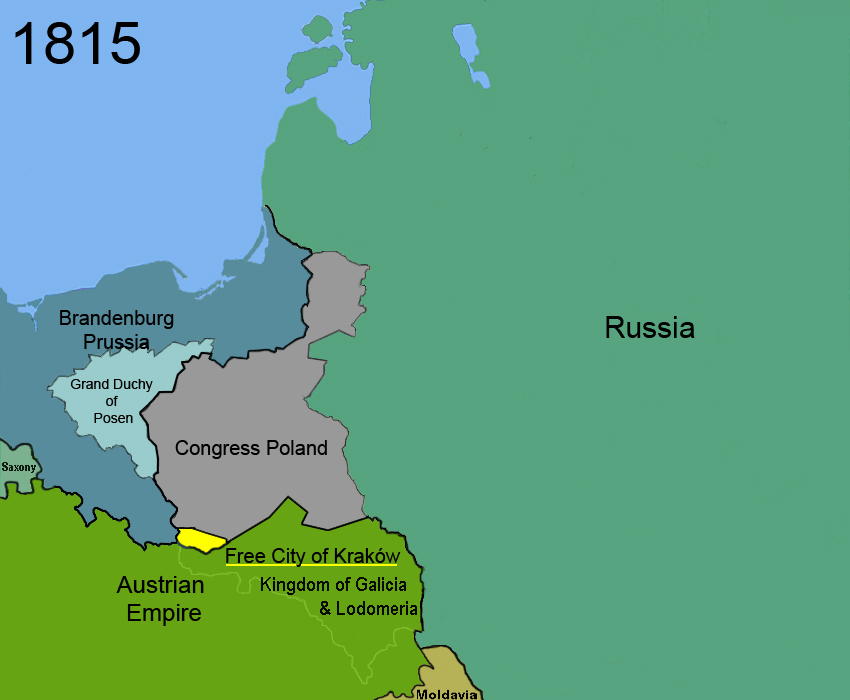
1815 : réorganisation.

1815Après l'invasion manquée de la Russie par Napoléon Ier, le duché de Varsovie est occupé par les troupes prussiennes et russes jusqu'en 1815, puis divisé entre les deux pays au congrès de Vienne. La région est réorganisée en plusieurs entités :
- le royaume du Congrès, État satellite de l'Empire russe en union personnelle avec lui ;
- le grand-duché de Posen, province autonome du royaume de Prusse ;
- la ville libre de Cracovie, protectorat de l'empire d'Autriche, du royaume de Prusse et de l'Empire russe.

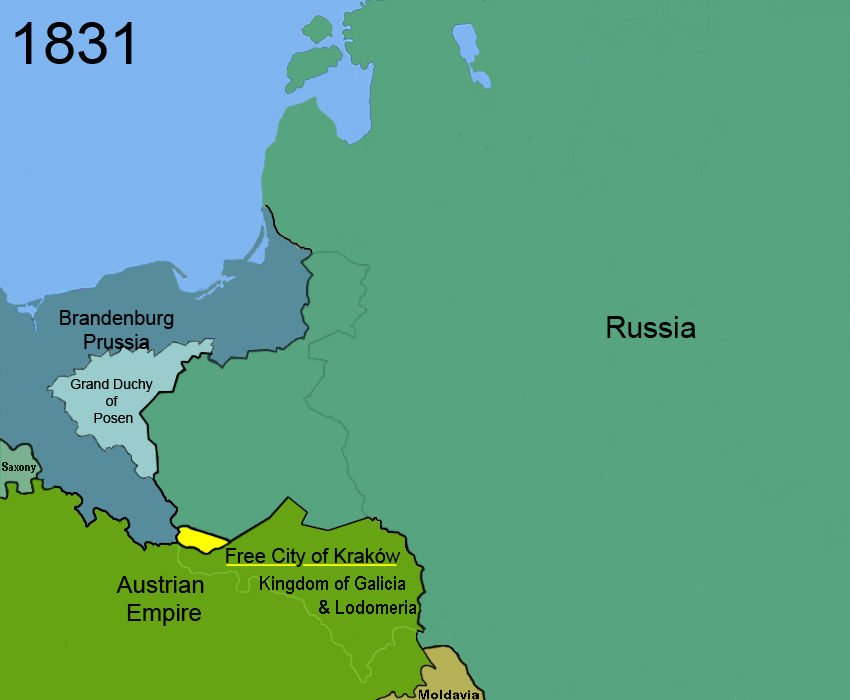
1831.

1831Après l'insurrection de novembre, le royaume du Congrès perd son autonomie et est réorganisée par l'Empire russe.

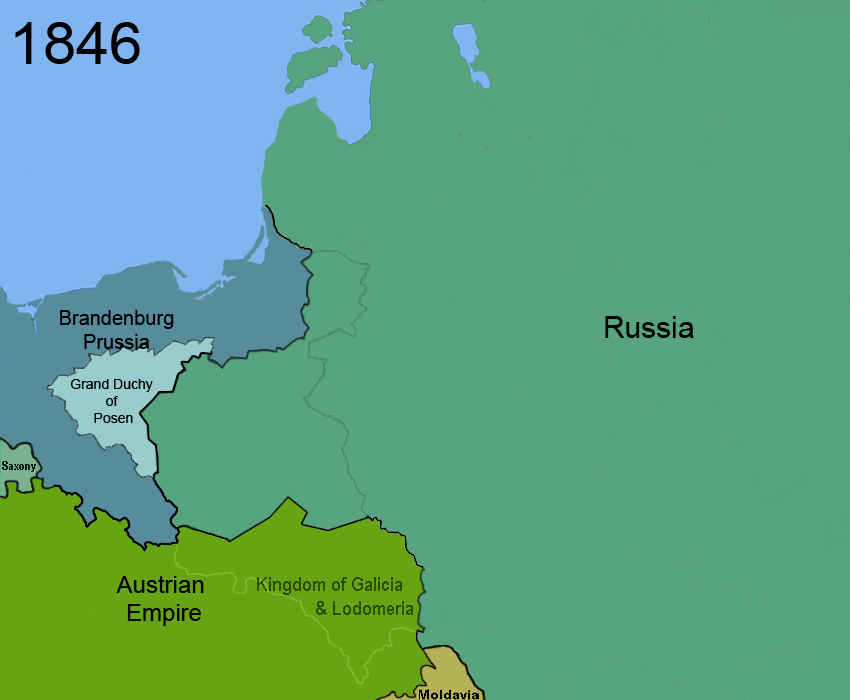
1846.

1846Après l'échec, de l'insurrection de Cracovie, la ville libre de Cracovie est annexée par l'empire d'Autriche.

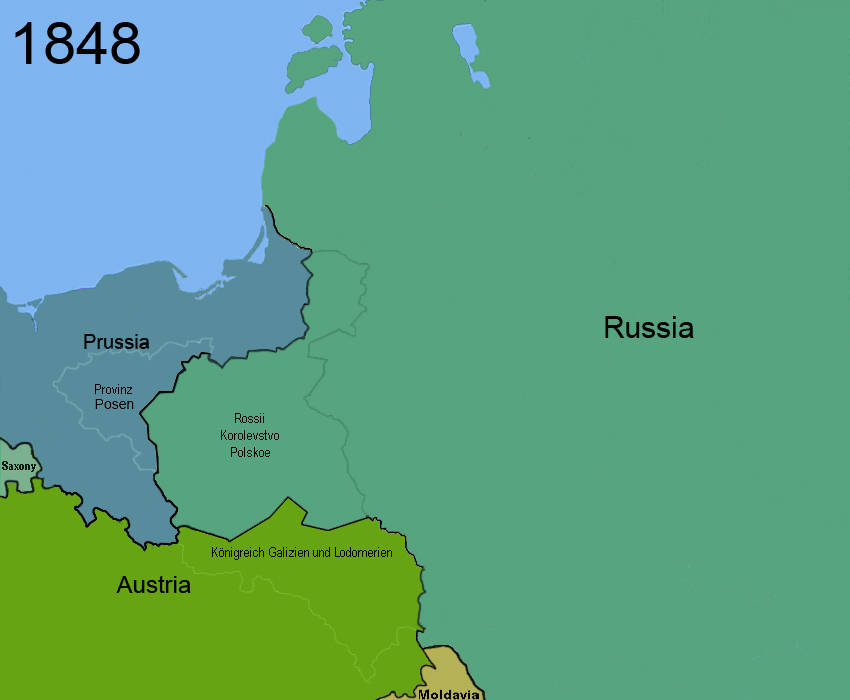
1848.

1848Le grand-duché de Posen perd les vestiges de son autonomie et est rétrogradé au rang de simple province du royaume de Prusse.
1918À la suite du traité de Brest-Litovsk, la Russie se retire d'une large bande de territoire, occupée par l'Allemagne. Indépendamment de cette occupation, la république populaire d'Ukraine occidentale est proclamée le 1er novembre sur des territoires traditionnellement polonais.

### Recréation (1919-1939)

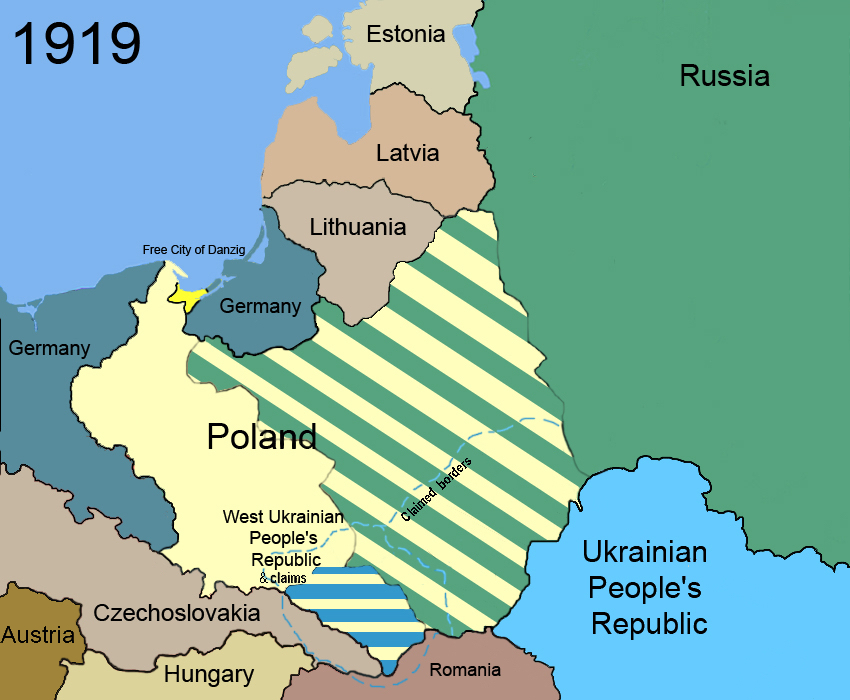
Carte de la région en 1919. La bande hachurée en blanc et vert représente les avancées extrêmes des troupes russes et polonaises lors de la guerre russo-polonaise. Les hachures bleues et blanches représentent le territoire contrôlé par la république populaire d'Ukraine occidentale.

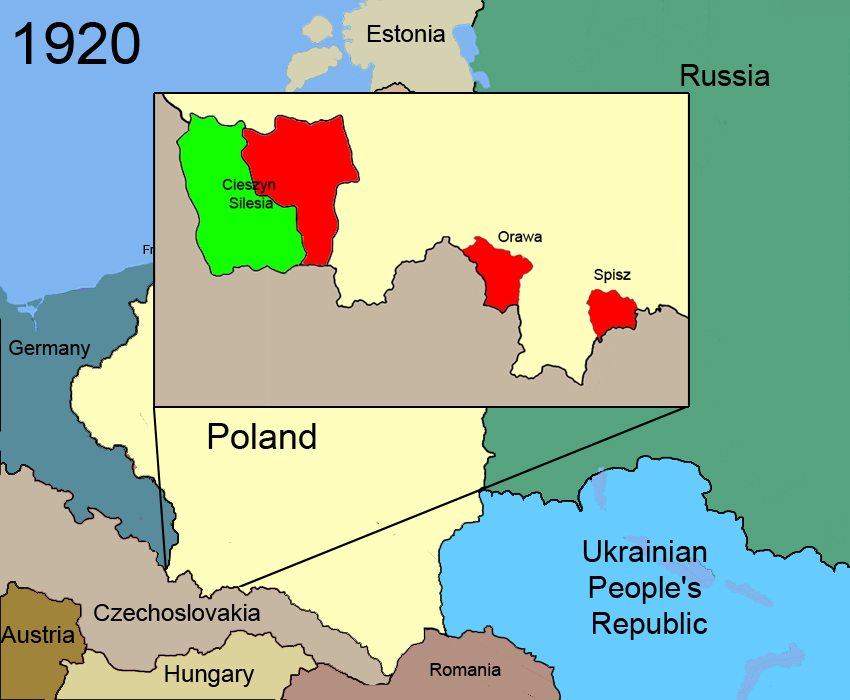
Ajustements territoriaux entre la Tchécoslovaquie (en vert) et la Pologne (en rouge).

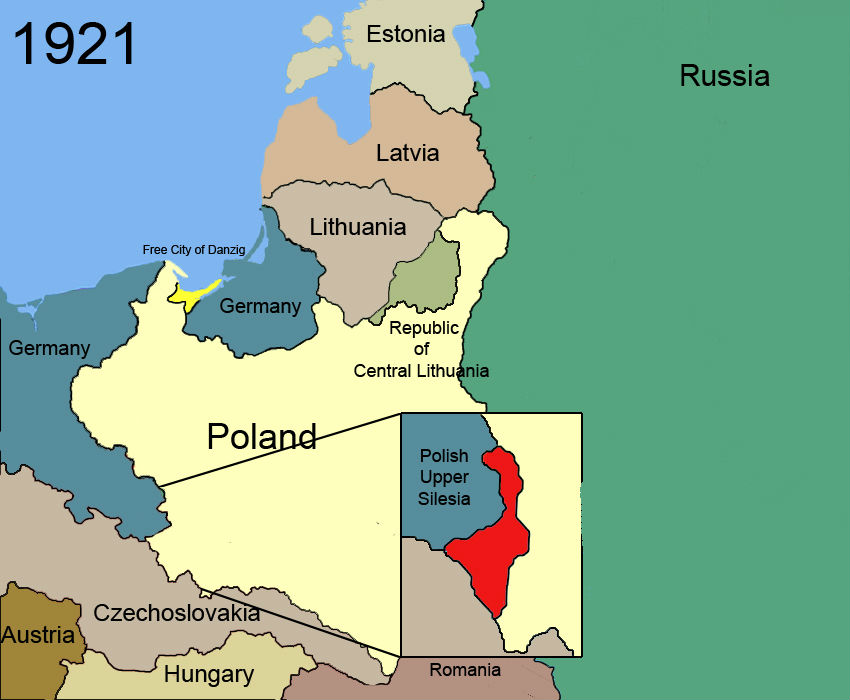
1921 : attribution de la Haute-Silésie à la Pologne.

28 juin 1919Après la Première Guerre mondiale, une insurrection éclate en Pologne et se poursuit jusqu'à la signature du traité de Versailles en juin 1919. Le traité recrée un État polonais, recevant de l'Empire allemand les territoires suivants :
- la majeure partie de la province prussienne de Posnanie, déjà contrôlée par les insurgés ;
- 70 % de la province de Prusse-Occidentale afin de fournir à la Pologne un accès à la mer Baltique, créant le corridor polonais ;
- l'est de la Haute-Silésie ;
- la région de Działdowo en province de Prusse-Orientale, afin de fournir à la Pologne la ligne ferroviaire reliant Dantzig à Varsovie ;
- une petite partie de l'est de la Prusse-Occidentale et du sud de la Prusse-Orientale.

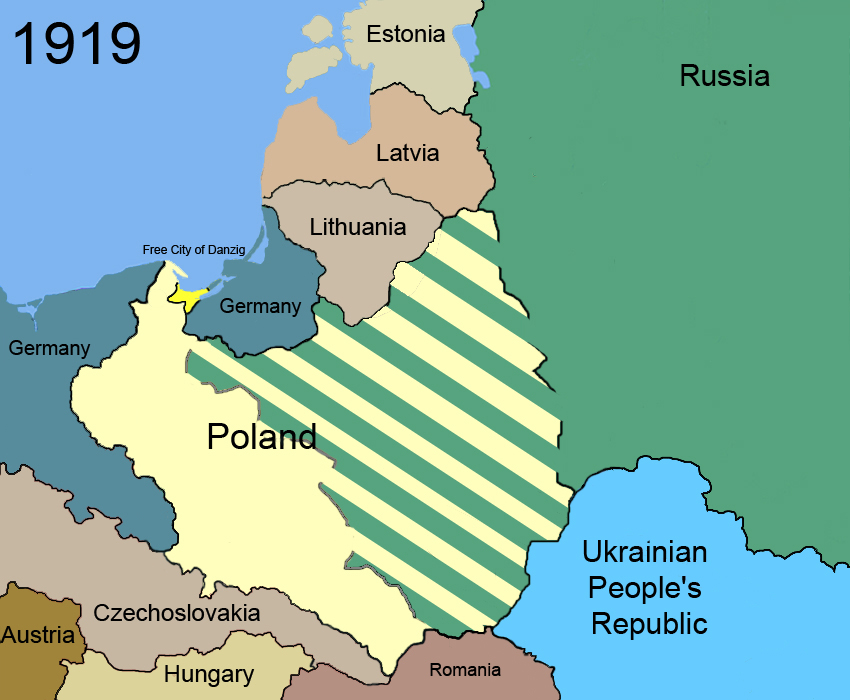
1919 : annexion de la république populaire d'Ukraine occidentale.

17 juillet 1919Un cessez-le-feu met fin à la guerre polono-ukrainienne. La Pologne prend le contrôle du territoire de la république populaire d'Ukraine occidentale.
20 juillet 1920La conférence de Spa procède à des ajustements territoriaux entre la Tchécoslovaquie et la Pologne. L'ancien duché de Teschen est partagé entre les deux pays. Les régions d'Orava et Zips sont attribuées à la Pologne.

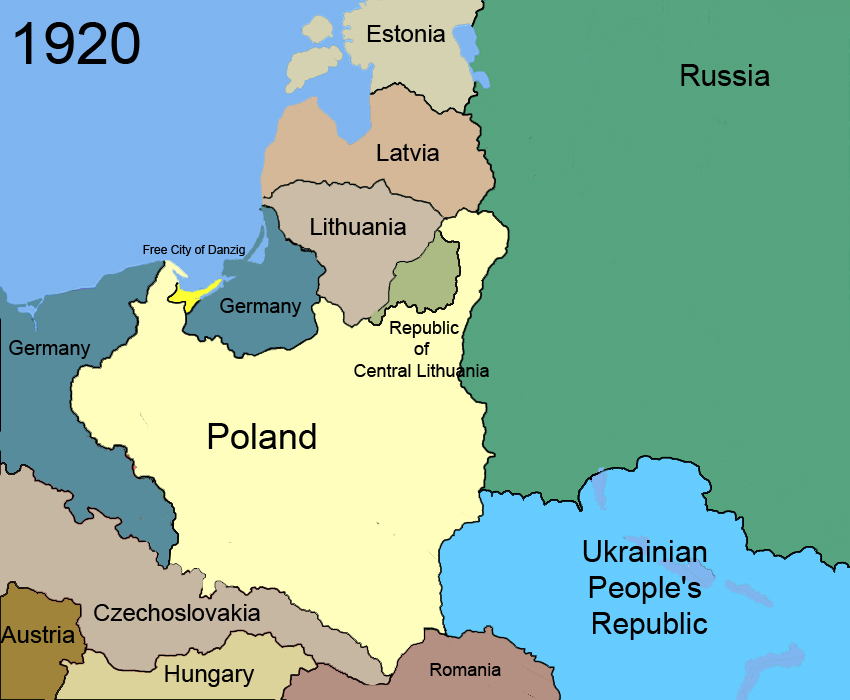
1920 (frontière russo-polonaise assimilée à celle du traité de Riga, signé en 1921).

12 octobre 1920Création de la république de Lituanie centrale après une mutinerie. Centrée sur Vilnius, elle sert d'État tampon entre la Pologne, dont elle dépend, et la Lituanie, qui la revendique.

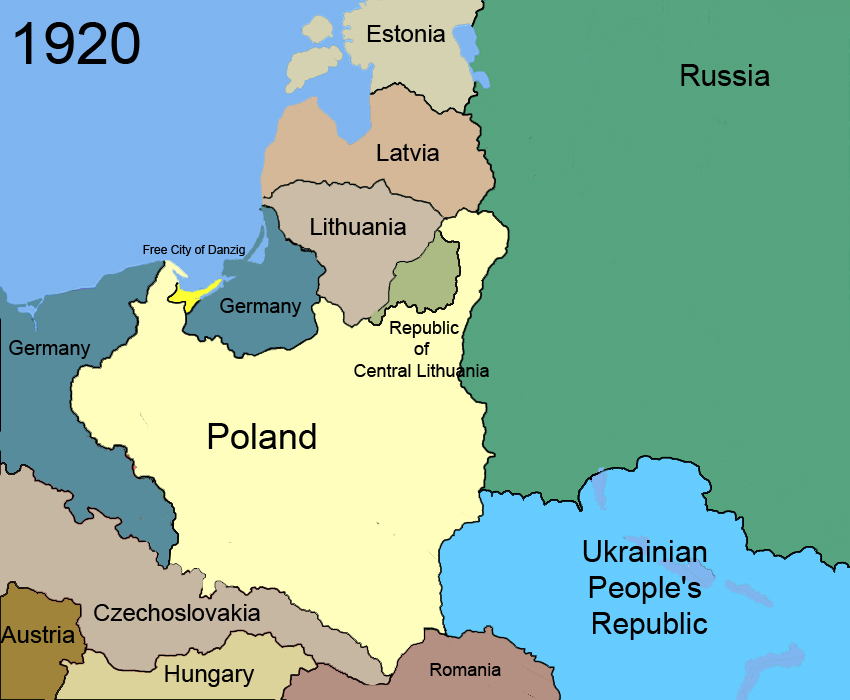
Tracé de la frontière acceptée par la Pologne et la Russie en 1920.

18 octobre 1920Armistice entre la Pologne et la Russie soviétique dans la guerre russo-polonaise. La frontière orientale de la Pologne est confirmée au traité de Riga le 18 mars 1921.
Octobre 1921Après les insurrections de Silésie, un référendum d'autodétermination est tenu en Haute-Silésie le 20 mars 1921 ; une majorité des électeurs vote pour rester en Allemagne, ce qui conduit à une nouvelle insurrection. Après un rapport d'une commission de la Société des Nations, la région est attribuée à la Pologne.

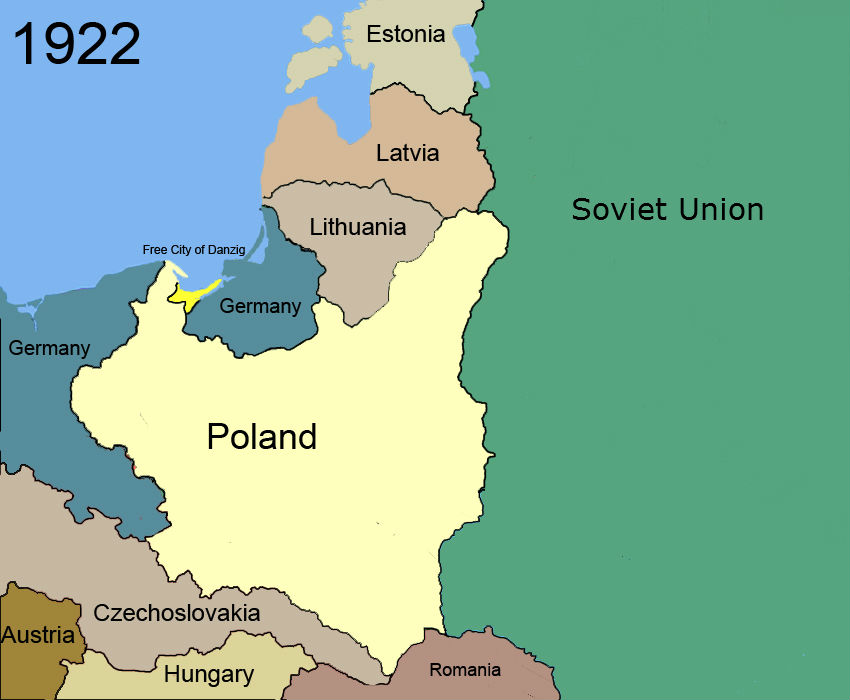
1922 : annexion de la république de Lituanie centrale.

8 janvier 1922Annexion de la république de Lituanie centrale par la Pologne après des élections contestées.

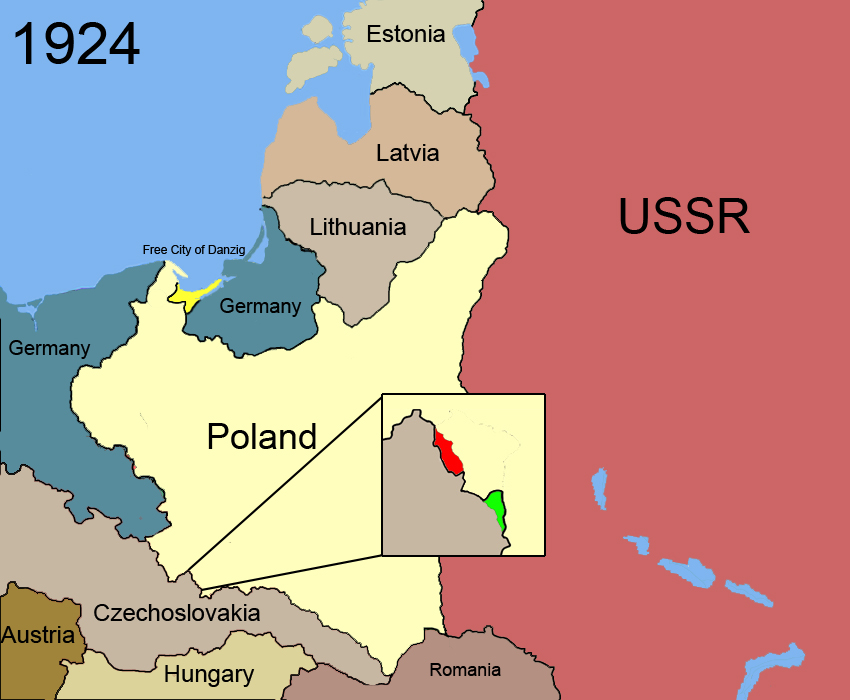
1924 : Ajustement territoriaux entre la Tchécoslovaquie (en vert) et la Pologne (en rouge).

1924À la suite d'une décision de la Cour permanente de justice internationale, la Pologne et la Tchécoslovaquie procèdent à un échange de territoires dans la région d'Orava : la Pologne reçoit Lipnica Wielka, la Tchécoslovaquie Suchá Hora et Hladovka.

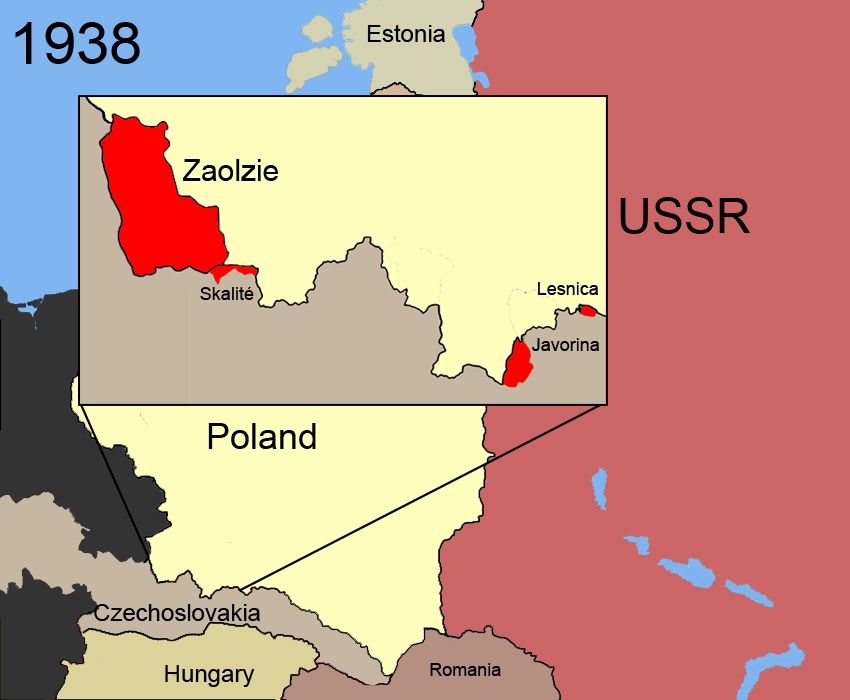
1938 : annexions polonaise en Tchécoslovaquie (en rouge).

1er octobre 1938À la suite des accords de Munich, la Pologne envahit la région tchécoslovaque de Zaolzie. Le 1er novembre, la Pologne envahit également quelques territoires du nord de Spisz et d'Orava.

### Seconde Guerre mondiale (1939-1945)

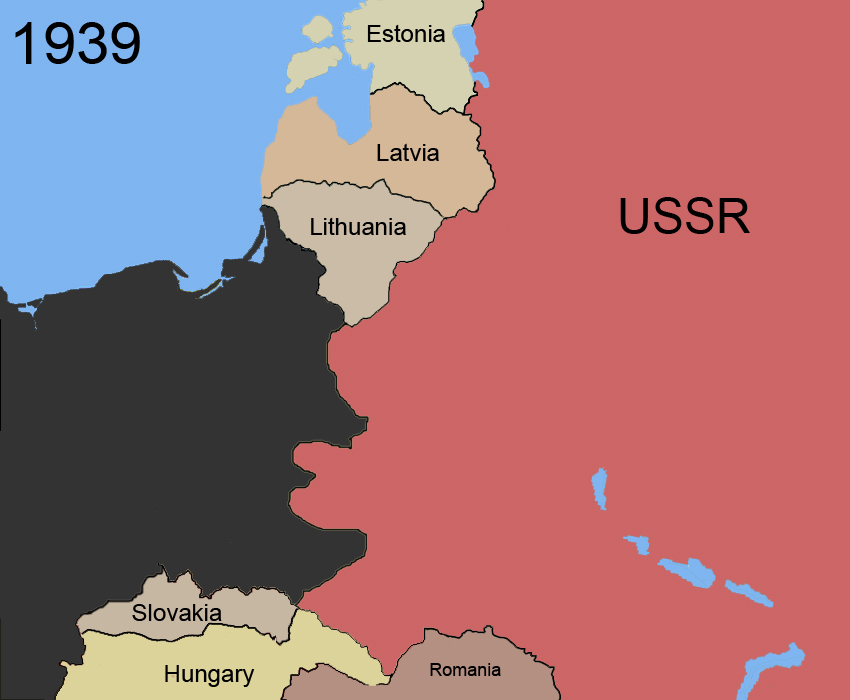
1939 : invasion et partition de la Pologne.

1939L'Allemagne et l'Union soviétique envahissent la Pologne et la partagent suivant les conventions du pacte germano-soviétique. L'ouest est divisé en plusieurs districts allemands, l'est est annexé par les républiques soviétiques de Biélorussie, de Lituanie et d'Ukraine.

### Pologne contemporaine (à partir de 1945)

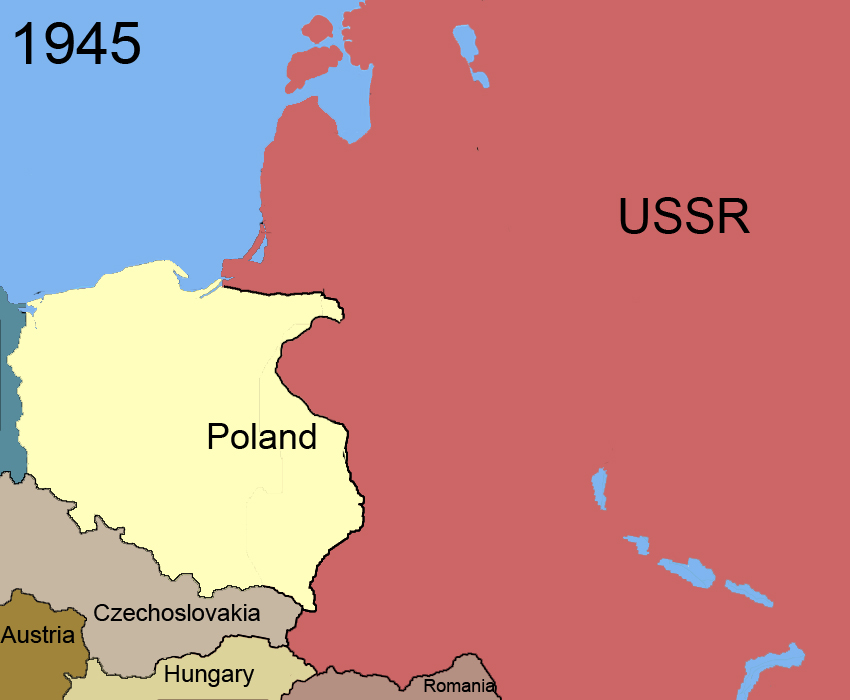
1945 : recréation de la Pologne.

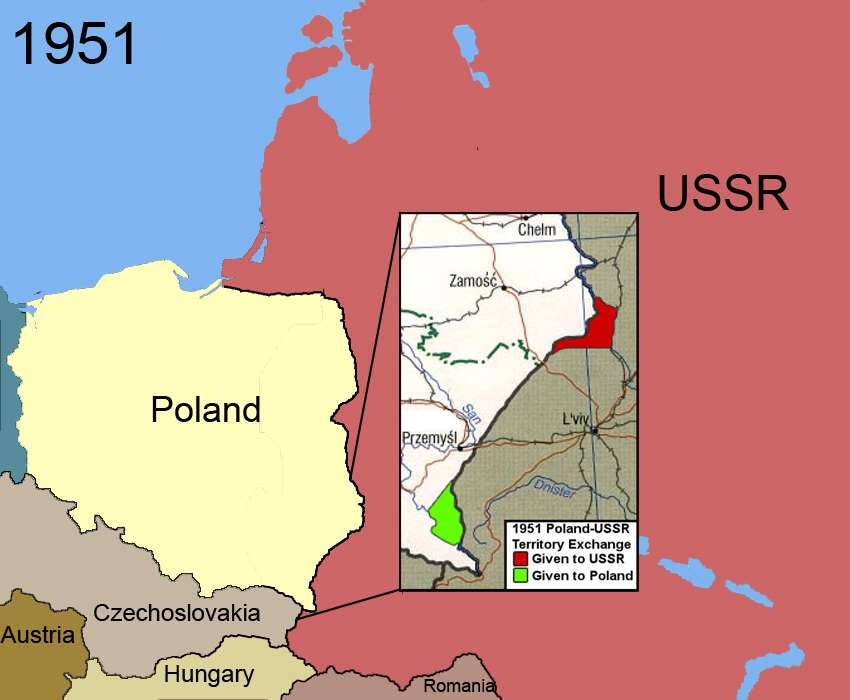
1951.

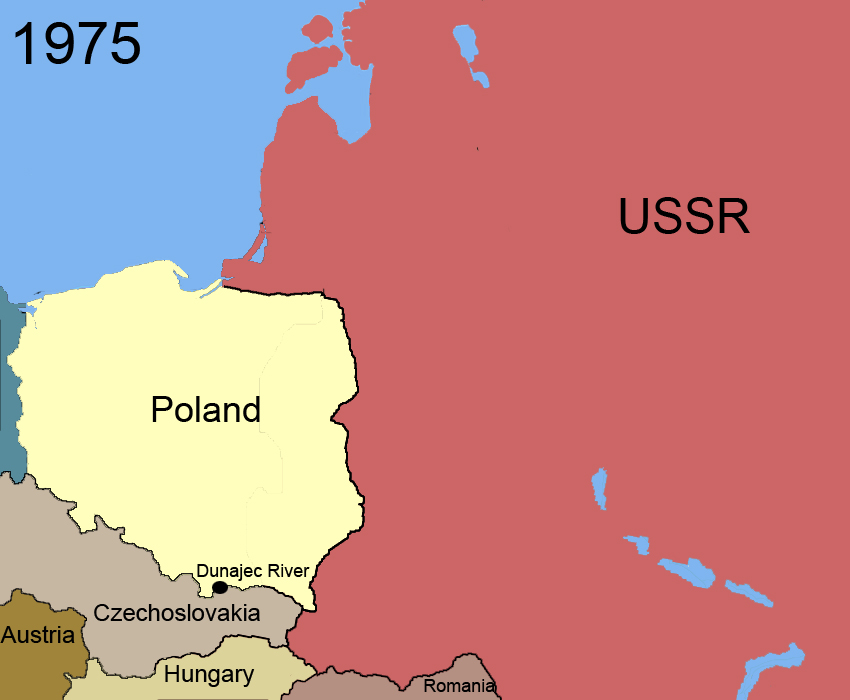
1975 : modifications territoriales le long du Dunajec.

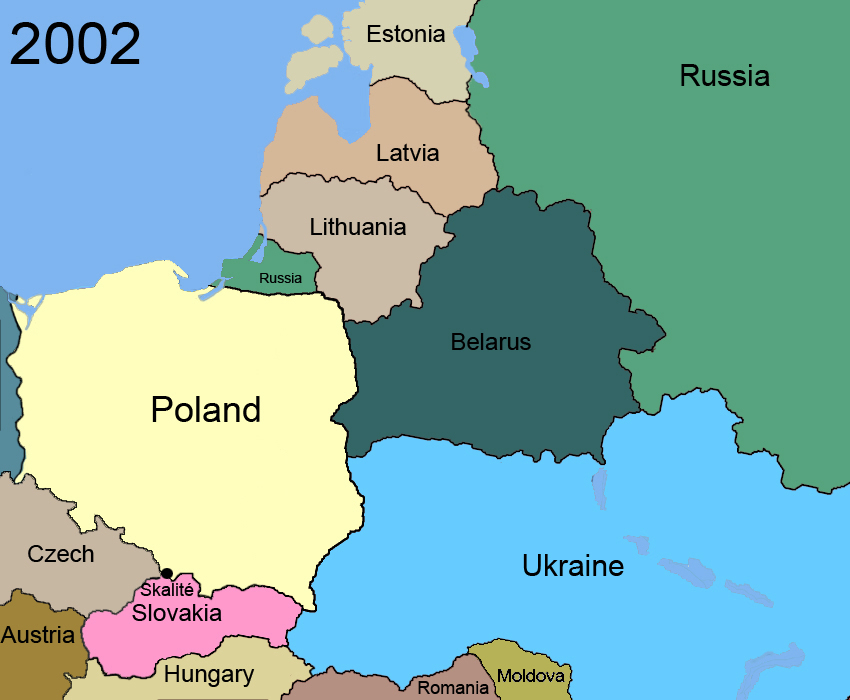
2002 : modifications territoriales entre la Pologne et la Slovaquie.

1945Recréation de la Pologne après la fin de la Seconde Guerre mondiale. L'Union soviétique conserve les zones occupées en 1939 à l'est de la ligne Curzon ; la Pologne reçoit les territoires allemands à l'est de la ligne Oder-Neisse.

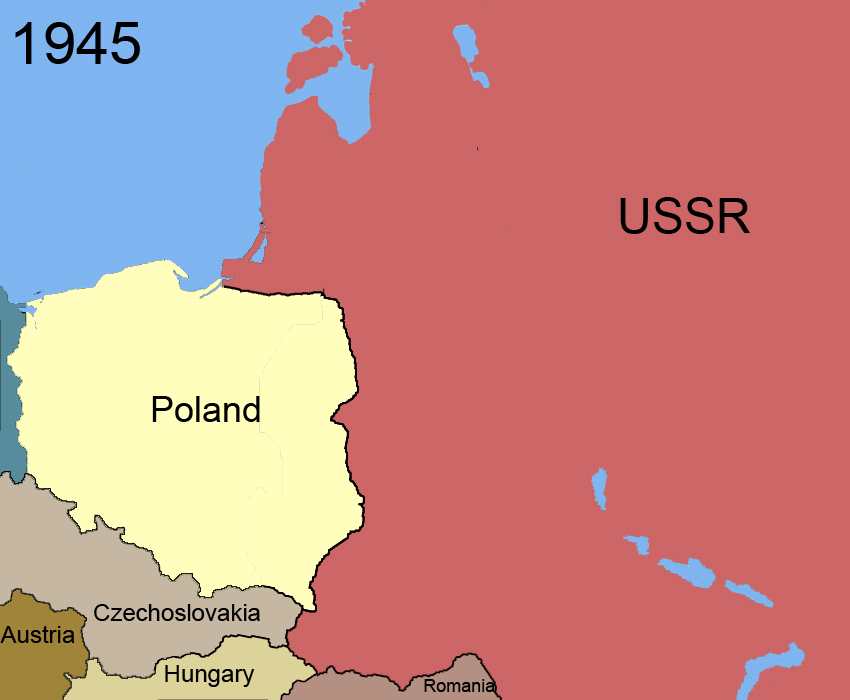
16 août 1945 : ajustement frontalier entre la Pologne et l'Union soviétique.

16 août 1945Ajustement de la frontière entre l'URSS et la Pologne. La partie ouest de la RSS de Biélorussie est attribuée à la Pologne.

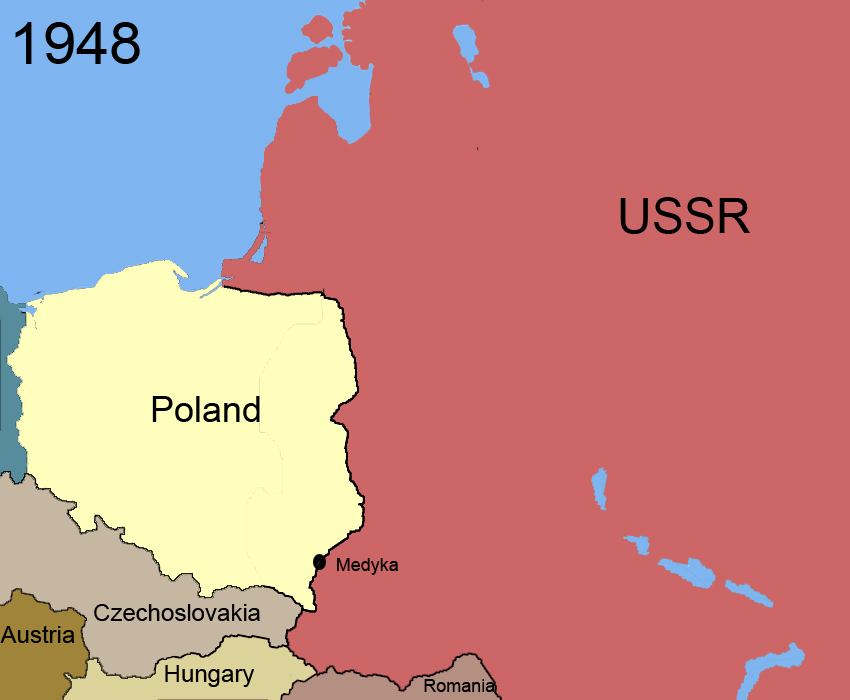
1948 : transfert du village de Medyka à la Pologne.

1948Le village soviétique de Medyka est transféré à la Pologne.
15 février 1951Échange de territoires entre la Pologne et l'Union soviétique.
13 juin 1958La Pologne et la Tchécoslovaquie signent un accord établissant la démarcation de la frontière entre les deux pays, suivant les limites existant en 1938 avant les accords de Munich.
7 décembre 1970Signature du traité de Varsovie entre l'Allemagne de l'Ouest et la Pologne.
Mars 1975La Pologne et la Tchécoslovaquie modifient leur frontière commune le long du Dunajec pour permettre à la Pologne de construire un barrage dans la région de Czorsztyn, au sud-est de Cracovie.
2002La Pologne et la Slovaquie procèdent à des ajustements mineurs de leur frontière.